# Ex opere operato
Ex opere operato é uma frase latina que significa "do trabalho realizado" que, em referência aos sacramentos, significa que eles derivam sua eficácia não do ministro (o que significaria que eles a derivam ex opere operantis, significando "do trabalho do trabalhador") ou do destinatário, mas do sacramento considerado independentemente dos méritos do ministro ou do destinatário. De acordo com a interpretação ex opere operato dos sacramentos, qualquer efeito positivo não vem de qualquer dignidade ou fé humana, mas do sacramento como um instrumento de Deus.
"Afirmar a eficácia ex opere operato significa ter certeza da intervenção soberana e gratuita de Deus nos sacramentos." Por exemplo, na confirmação, o Espírito Santo é concedido não pela atitude do bispo nem da pessoa que está sendo confirmada, mas livremente por Deus através da instrumentalidade do sacramento. No entanto, para receber os sacramentos frutuosamente, acredita-se que seja necessário que o destinatário tenha fé.

## Antiguidade
Na Antiguidade, a ideia levou a um cisma entre os cristãos donatistas. Os donatistas sustentavam que "um dos três bispos que consagraram Ceciliano era um traidor" e, portanto, a consagração de Ceciliano era inválida. Além disso, eles sustentavam "que a validade de tal ato dependia da dignidade do bispo que o realizava" e Ceciliano e seus seguidores "responderam que a validade dos sacramentos e de outros atos semelhantes não pode depender da dignidade de quem os administra, pois nesse caso todos os cristãos estariam em constante dúvida quanto à validade de seu próprio batismo ou da Comunhão da qual haviam participado".

## Na Igreja Católica Romana
De acordo com o ensinamento da Igreja Católica Romana, para receber os frutos dos sacramentos é necessário que uma pessoa esteja devidamente disposta. Isso significa que a eficácia da graça por meio dos sacramentos não é automática. Deve haver, pelo menos no caso de um adulto, uma abertura para usar a graça suficiente que está disponível em um sacramento. Quando o destinatário está devidamente disposto, "os sacramentos são causas instrumentais da graça".

### Sacramentais
O ensinamento da Igreja Católica Romana a respeito dos sacramentais é que sua eficácia vem ex opere operantis Ecclesiae (ou seja, do que o fazedor, a Igreja, faz), não ex opere operato (do que é feito): ou seja, como disse o Concílio Vaticano II, "eles significam efeitos, particularmente de natureza espiritual, que são obtidos por meio da intercessão da Igreja". Eles "não conferem a graça do Espírito Santo da maneira que os sacramentos fazem, mas pela oração da igreja eles nos preparam para receber a graça e nos dispõem a cooperar com ela". Os sacramentais dispõem a alma para receber a graça e podem remir pecados veniais quando usados em espírito de oração.

## No anglicanismo e presbiterianismo
No anglicanismo, uma certa versão de ex opere operato é mantida, na qual a impiedade do ministro não invalida o sacramento, mas fé e arrependimento são exigidos pelo recebedor. O Artigo XXVI dos Trinta e Nove Artigos (Da indignidade dos ministros que não impede o efeito do Sacramento) afirma que a ministração da Palavra (escritura) e dos sacramentos não é feita em nome do padre ou ministro e que a eficácia dos sacramentos de Cristo não é retirada pela maldade do clero neles que pela fé digna e corretamente recebem os sacramentos. Isso ocorre porque os sacramentos têm sua eficácia devido à promessa de Cristo à sua igreja.
Da mesma forma, a Confissão de Westminster, declara no Capítulo 27, Art. 3: “A graça que é exibida nos ou pelos sacramentos corretamente usados, não é conferida por nenhum poder neles; nem a eficácia de um sacramento depende da piedade ou intenção daquele que o administra: mas da obra do Espírito e da palavra da instituição, que contém, juntamente com um preceito autorizando o seu uso, uma promessa de benefício para os dignos recebedores.”